# SIG Sauer P230
A SIG Sauer P230 é uma pequena pistola semiautomática para os calibres .32 ACP ou .380 Auto. Foi projetada pela SIG Sauer de Eckernförde, Alemanha. Foi importado para os Estados Unidos pela SIGARMS em 1985. 
Em 1996 foi substituída pelo modelo P232.

## SIG Sauer P232
O modelo P232 incorpora mais de 60 alterações no design do P230. A maioria das mudanças é interna. Algumas das mudanças são:
- O P232 possui uma proteção contra quedas para bloquear o pino de disparo.
- A mira frontal do P230 é usinada no slide. O slide P232 é cortado para uma visão frontal em cauda de andorinha.
- O slide do P230 possui 12 serrilhas estreitas e rasas. O slide P232 possui 7 serrilhas largas e mais profundas.
- Os painéis de empunhadura de fábrica do P230 são de plástico liso, com algumas ranhuras. Os painéis de empunhadura de fábrica do P232 são de plástico mais espesso e 100% serrilhados. (Os painéis de empunhadura não são intercambiáveis entre os dois modelos.)
- As bases dos carregadores de fábrica do P230 são de alumínio. As bases dos carregadores de fábrica do P232 são de plástico.

## Fim da produção
As importações do SIG Sauer P232 para os Estados Unidos, assim como peças de reposição e carregadores, foram interrompidas em julho de 2014. Embora o P230 e o P232 sejam conhecidos por confiabilidade e precisão, a concorrência no mercado aumentou com a proliferação de produtos menores mais leves a mais baratos para o cartucho .380 ACP. O P232 e outros produtos SIG Sauer fabricados na Alemanha foram proibidos de exportar pelo governo alemão, devido à venda ilegal de armas estrangeiras pelo Departamento de Estado dos EUA ao Ministério da Defesa da Colômbia.

## Usuários
- Japão: Alguns departamentos de polícia de prefeituras.[9][10]
                   A maioria, produzida sob licença pela Minebea, mas não chegaram a ser usadas.[11]
- Líbia[12]
- Suíça : Várias forças policiais.[13]
- Reino Unido: Special Air Services (SAS).[14]
- Estados Unidos: Várias forças policiais.[13]